# Jelep La
Jelep La är ett bergspass i Indien.  Jelep La ligger 4 221 meter över havet. Det ligger på gränsen mellan Östra Sikkim och Tibet.
Terrängen runt Jelep La är kuperad åt sydväst, men åt nordost är den bergig. Runt Jelep La är det ganska tätbefolkat, med 120 invånare per kvadratkilometer.. Det finns inga samhällen i närheten.
Trakten runt Jelep La består i huvudsak av gräsmarker.